# 花善
株式会社花善（はなぜん）は、東日本旅客鉄道（JR東日本）大館駅を拠点とする駅弁調製業者。駅弁鶏めし（とりめし）は全国ネットのテレビ番組で取り上げられている。

## 沿革
- 1899年（明治32年）11月15日 - 大館駅が開業。これにあわせて、花岡旅館が駅弁の販売を開始。
- 1945年（昭和20年） - 鶏めしの原型が誕生する。当初は、食糧難の対策として考えられた賄い飯であった。
- 1946年（昭和21年） - 弁当部門が花岡旅館から独立。商号は「花岡商店」。
- 1947年（昭和22年） - 「鶏めし」を発売。当時の価格は80銭であった。
- 1950年（昭和25年） - 株式会社化。
- 1956年（昭和31年） - 食堂部門を設立し多角化。
- 1976年（昭和51年） - 商号を「花善」に変更。
- 2017年（平成29年）- 現社屋が竣工。
- 2018年（平成30年）11月 - パリに現地法人のパリ花善を設立[1][2]。
- 2019年（令和元年）7月5日 - パリに路面店の「1899ToriMeshi」を開設[3][4]。
- 2021年（令和3年）11月5日 - パリ・リヨン駅構内に半年間限定の駅弁ショップをオープン[5][6]。

## 鶏めし

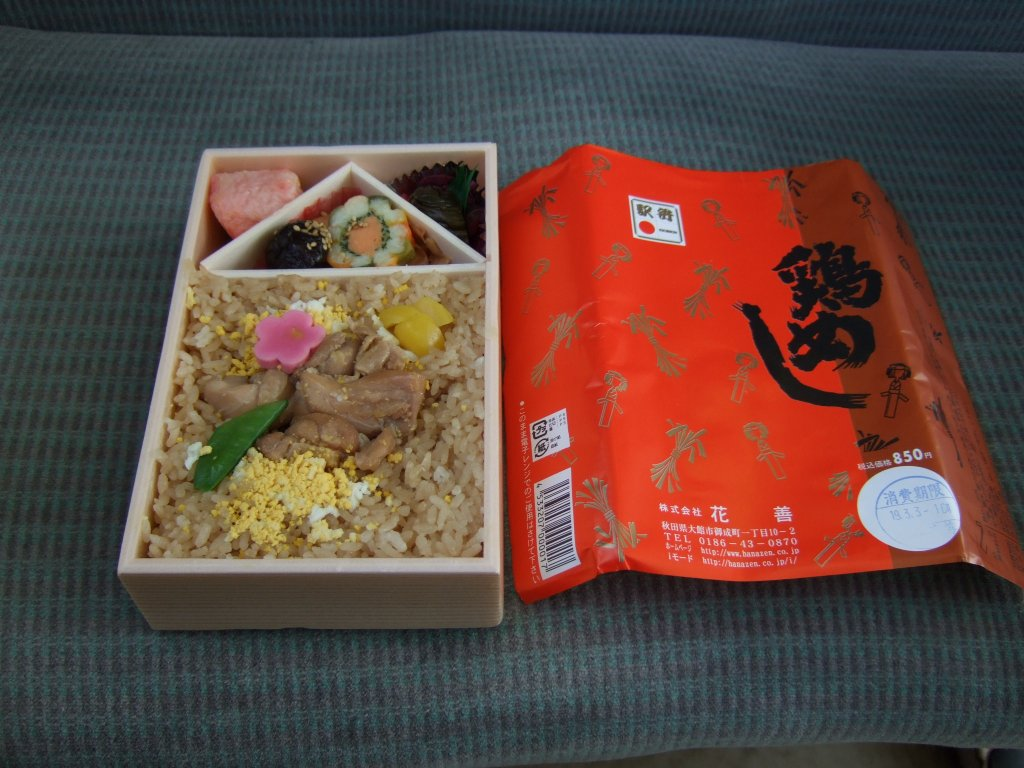
花善の「鶏めし」

厳選鶏肉の煮汁と砂糖・醤油で独自製法で作った炊き込みご飯に鶏肉の甘辛煮を乗せ、鶏肉のうまみがご飯に適度に染みこんでさらにうまみを増す。弁当としては発売開始当時とかわらずシンプルで大館駅名物の駅弁である。
販売当初は、大館駅の駅弁として駅構内の立ち売りを行っていたが、立ち売りの廃止とともに大館駅構内へ配達または近隣のスーパーや駅の売店（コンビニエンスストア）などで販売する形態になった。また、すべて大館本店で調製し輸送しており、遠方にある店舗の販売開始時刻は遅い。
JR東日本の東日本駅弁総選挙 「駅弁味の陣 2015」 で、「駅弁大将軍」（アンケートで投票数および総合評価が最も高かった駅弁）に選ばれ、翌年も選出。10年目を迎えた「駅弁味の陣2021」では、10周年記念賞に受賞した。

### 種類
弁当は具材によって5種類用意され、上の3つは受注生産で予約が必要である。
- 花善の厳選鶏めし二段重（5個以上からの受付）
- 彩華鶏めし弁当（5個以上からの受付）
- 鶏めし玉手箱（1個から受付）
- 比内地鶏の鶏めし弁当
- 鶏めし弁当

### 購入方法
発売当初からの製法を守り続けているため合成保存料などはいっさい使われておらず、消費期限などの問題から通信販売は行っていない。

### その他
- 2月中旬に開催される大館市｢大館アメッコ市｣では、販売ブースが設置され｢鶏めし｣が販売される。
- 寝台特急「あけぼの」の定期運行終了1ヶ月前から、パッケージに「ありがとう 寝台特急あけぼの」と書かれた特別バージョンの弁当(中身は変わらず)を販売していた[14][15]。

## 新社屋
2017年4月に完成した新社屋には、顔の見える接客が可能になるよう従来より座数を減らしたお食事処を設置。鶏めしを含むメニューを提供している。営業時間は10:00 - 14:30。
また、新社屋には売店や製造ラインの見学スペース、同社の歩みを紹介するギャラリーも配した。